# I'm in love you, good day sunshine
「I'm in love you, good day sunshine」（アイム・イン・ラブ・ユー、グッド・デイ・サンシャイン）は2002年6月12日に発売されたTUBEの37枚目のシングル。

## 概要
SMAR移籍第一弾シングル。
表題曲は編曲に徳永暁人が参加。徳永の色が強い打ち込みサウンドになっている。また、宇徳敬子がコーラスで参加している。
今作のキャッチコピーは「どこもかしこも 夏になれ」。
カップリング曲の「Smile〜For Tomorrow's Friends〜」は1992年のミニアルバム『Smile』の表題曲のリミックス・ヴァージョン。この音源は2002年FIFAワールドカップを記念するオムニバス作品（韓国盤）にて先行収録されていた。

## 収録曲
| 全作詞: 前田亘輝、全作曲: 春畑道哉。 |                                                       |           |            |          |      |
| #                                    | タイトル                                              | 作詞      | 作曲・編曲 | 編曲     | 時間 |
| 1.                                   | 「I'm in love you, good day sunshine」                | 前田亘輝  | 春畑道哉   | 徳永暁人 | 4:33 |
| 2.                                   | 「Smile〜For Tomorrow's Friends〜」                   | 前田亘輝  | 春畑道哉   | TUBE     | 4:16 |
| 3.                                   | 「I'm in love you, good day sunshine (Instrumental)」 | 前田亘輝  | 春畑道哉   | 徳永暁人 | 4:30 |
| 合計時間:                            | 合計時間:                                             | 合計時間: | 13:19      |          |      |

## 収録アルバム
- good day sunshine (#1)
- 2002 FIFA World Cup Official Album Songs of KOREA/JAPAN(韓国盤) (#2)
- 35年で35曲 “夏と恋” ～夏の数だけ恋したけど～（#1、リミックス）
- All Singles TUBEst -White- (#1)

## タイアップ
I'm in love you, good day sunshine
- アサヒビール「スーパーサワー」CMソング